# Tichá pomoc
Tichá pomoc (německy Die Stille Hilfe für Kriegsgefangene und Internierte – Tichá pomoc pro válečné zajatce a internované osoby) je německá organizace, pomáhající zatčeným, souzeným a hledaným osobám z bývalých řad SS. Tuto organizaci zřídila Helena Elizabeth von Isenburg (1900–1974), manželka německého genealoga zabývajícího se výzkumem příbuzenství a dědičnosti Wilhelma von Isenburg a Büdingen (1903–1956), v roce 1951.
Své aktivity započala již v roce 1946 jako tajná skupina pomáhající bývalým nacistům (jako byli např. Adolf Eichmann, Johann von Leers, Walter Rauff nebo Josef Mengele) v útěku do zemí Jižní Ameriky. O pět let později byla oficiálně zaregistrována pod názvem Tichá pomoc jako humanitární organizace. Poté již mohla výrazněji pomáhat bývalým nacistům např. při soudních procesech, přispívat jim na právní náklady, zdravotní péči apod.
Činnost organizace aktivně podporovala neschválená strana DTSNP, která je známa svou minulostí[zdroj?] a vlivem na Západní Berlín, a hlavně Gudrun Burwitzová, dcera Heinricha Himmlera.
Od roku 2012 se Tichá pomoc veřejně neprojevuje. Výraz Stille Hilfe je v němčině používán v obrazném smyslu pro podporu (zejména finanční) přívrženců národně socialistických ideologií a popíračů holokaustu.